# Magyarország az 1979-es fedett pályás atlétikai Európa-bajnokságon
Magyarország az ausztriai Bécsben megrendezett 1979-es fedett pályás atlétikai Európa-bajnokság egyik részt vevő nemzete volt. Az ország a versenyen 8 sportolóval képviseltette magát.

## Érmesek
| Érem  | Versenyző       | Versenyszám | Dátum       |
| ----- | --------------- | ----------- | ----------- |
| Arany | Mátay Andrea    | Magasugrás  | február 25. |
| Bronz | Paróczai András | 800 m       | február 25. |

## Eredmények

### Férfi
| Versenyző       | Versenyszám | Előfutam | Előfutam | Előfutam | Elődöntő | Elődöntő | Elődöntő | Döntő   | Döntő    |
| Versenyző       | Versenyszám | Idő      | Hely.    | Össz.    | Idő      | Hely.    | Össz.    | Idő     | Helyezés |
| --------------- | ----------- | -------- | -------- | -------- | -------- | -------- | -------- | ------- | -------- |
| Paróczai András | 800 m       | 1:49,3   | 1.       | 3.       |          |          |          | 1:48,2  |          |
| Bodó Béla       | 60 m gát    | 8,15     | 4.       | 13.      | kiesett  | kiesett  | kiesett  | kiesett | kiesett  |

| Versenyző     | Versenyszám | Selejtező | Selejtező | Döntő    | Döntő    |
| Versenyző     | Versenyszám | Eredmény  | Helyezés  | Eredmény | Helyezés |
| ------------- | ----------- | --------- | --------- | -------- | -------- |
| Major István  | Magasugrás  |           |           | 215 cm   | 13.      |
| Jámbor József | Magasugrás  |           |           | 221 cm   | 7.       |
| Katona Gábor  | Hármasugrás |           |           | 16,54 m  | 4.       |
| Bakosi Béla   | Hármasugrás |           |           | 16,30 m  | 5.       |

### Női
| Versenyző   | Versenyszám | Előfutam | Előfutam | Előfutam | Elődöntő | Elődöntő | Elődöntő | Döntő   | Döntő    |
| Versenyző   | Versenyszám | Idő      | Hely.    | Össz.    | Idő      | Hely.    | Össz.    | Idő     | Helyezés |
| ----------- | ----------- | -------- | -------- | -------- | -------- | -------- | -------- | ------- | -------- |
| Siska Xénia | 60 m gát    | 8,38     | 3.       | 9.       | 8,37     | 5.       | 9.       | kiesett | kiesett  |

| Versenyző    | Versenyszám | Selejtező | Selejtező | Döntő    | Döntő    |
| Versenyző    | Versenyszám | Eredmény  | Helyezés  | Eredmény | Helyezés |
| ------------ | ----------- | --------- | --------- | -------- | -------- |
| Mátay Andrea | Magasugrás  |           |           | 192 cm   |          |